# 벌말 도당굿 및 도당
벌말 도당굿 및 도당은 대한민국 경기도 수원시 권선구 평동에 있다. 2003년 11월 27일 수원시의 향토유적 제12호로 지정되었다.

## 개요
벌말은 평동에 있는 마을로 벌말 도당은 원래 초가로 되어 있었고 나무 비석도 있었다고 한다. 그러나 6?25전쟁 때 파괴되어 선경직물의 사장이었던 최학배씨가 동네 주민들과 협조해서 기와와 석조 건물로 개축했다. 도당 안에는 말을 탄 신라 경순왕인 김부대왕과 안씨부인을 그린 탱화가 벽면에 걸려 있다. 벌말 도당굿은 음력 정월 11일에 마을에 있는 도당에서 당주 굿을 한 후 서낭모시기와 마을을 한 바퀴 도는 돌돌이 후 당 안으로 들어가서 본격적인 도당굿이 펼쳐진다. 200년 이상 마을의 안녕과 풍요로운 농사를 기원하는 대동굿으로 전승되었다